# 독일 제국의 선포
독일 제국의 선포(독일어: Ausrufung des Deutschen Reiches)는 프로이센-프랑스 전쟁에서 승리를 거둔 독일 국가들에 의해 1871년 1월에 이루어졌다. 1870년 11월 조약의 결과로 독일 남부의 바덴, 헤센-다름슈타트, 본선 남쪽의 뷔르템베르크, 바이에른이 프로이센 주도의 북독일 연방에 가입하였고, 같은 날 독일 연방의 신헌법이 발효되어 독일 연방의 영토가 독일 제국으로 크게 확장되었다. 1월 18일은 프로이센 국왕 빌헬름 1세가 베르사유 궁전에서 독일 황제로 즉위하며 독일 제국의 건국을 선포하는 것을 기념하는 날이 되었다.